# International Monohull Open Class Association

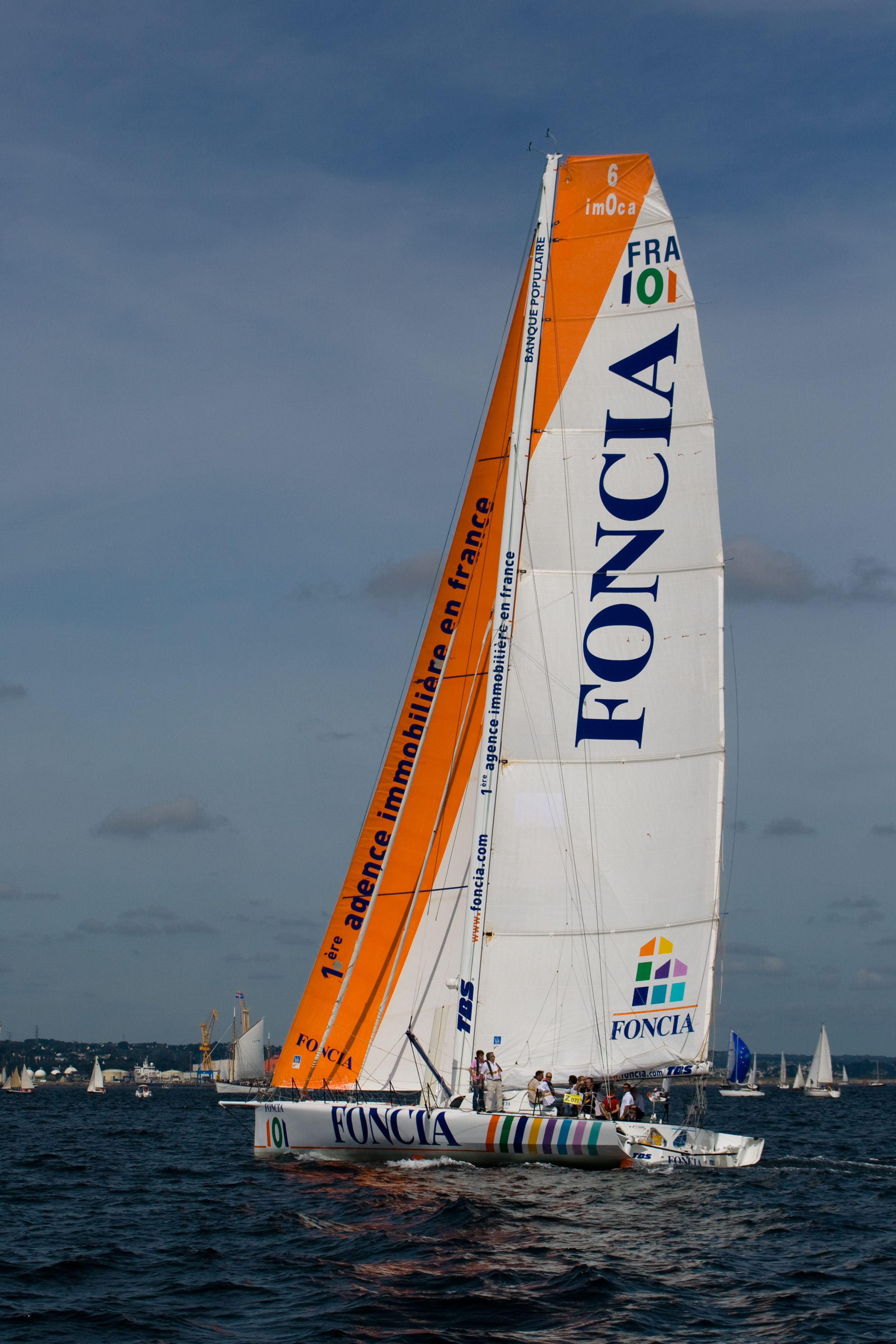
Einrumpfboot der Open-60-Klasse: Michel Desjoyeauxs Foncia

Die International Monohull Open Class Association (IMOCA) ist eine 1991 gegründete Vereinigung mit Sitz in Paris, die sich an der Organisation von Regatten und Segelweltmeisterschaften wie der Vendée Globe beteiligt. Die IMOCA ist seit 1998 Mitglied der ISAF (International Sailing Federation), seit 2015 World Sailing.
Sie stellte die verbindlichen Regeln für die in Hochseerennen verbreitete Bootsklasse der Einrumpfboote von 60 Fuß (ca. 18,29 Meter) Länge auf; diese Boote werden als Open 60 oder auch als „IMOCA 60“ bezeichnet. Präsident ist Antoine Mermod.

## Anfänge
Die Vereinigung zählt Regattateilnehmer, Organisatoren und Bootsbauer zu ihren Mitgliedern, die sich mit Segelyachten für Übersee-Rennen beschäftigen. Ins Leben gerufen wurde sie nach der ersten Vendée Globe, um für die Bootsklasse der Einrumpfboote von 60 Fuß Länge (IMOCA 60) verbindliche Regeln aufzustellen. Zu ihren Gründungsmitgliedern zählen Isabelle Autissier, Christophe Auguin, Alain Gautier und Jean-Luc Van Den Heede.
Die Vereinigung verwaltet die Klasse der Open-60-Boote, die als Internationale Klasse von der ISAF 2001 anerkannt wurde, und arbeitet am Regelwerk für Regatten dieser Klasse mit, etwa die Vendée Globe, das Calais Round Britain Race und The Transat.
Die IMOCA veranstaltet auch eine jährliche Weltmeisterschaft für Boote dieser Klasse, die die Popularität der Bootsgruppe stärken soll. Die Entwicklung der Bootsklasse macht große Fortschritte, sie zählt zu den schnellsten Segelbootsklassen überhaupt.
Zu den Weltmeistern der IMOCA zählten zuletzt Bernard Stamm, Jean Le Cam und Mike Golding.

## Imoca-Rennen
- Calais Round Britain Race
- Rolex Fastnet Race
- Transat Jacques Vabre
- Barcelona World Race
- Transat B2B
- Observer Singlehanded Transatlantic Race / The Artemis Transat
- Route du Rhum
- Vendée Globe
- The Ocean Race (seit 2023)

## Rekorde
| Route                                                                             | Entfernung (NM) | Datum         | Yacht                  | Skipper          | Nationalität  | Dauer          | Durchschnittsgeschwindigkeit (kts) |
| --------------------------------------------------------------------------------- | --------------- | ------------- | ---------------------- | ---------------- | ------------- | -------------- | ---------------------------------- |
| Transatlantik von Westen nach Osten. 60 Fuß Einrumpfboot und 60 Fuß Einhandsegler | 2880            | Juli 2019     | LA FABRIQUE            | Alan Roura       | schweizerisch | 7d 16h 58m 26s | 15,57                              |
| Zurückgelegte Entfernung in 24h mit Crew                                          | 641,13          | 27.05.2023    | Malizia-Seaexplorer    | Boris Herrmann   | deutsch       | 24h            | 26,71                              |
| Weltumrundung, ohne Stopp, Einhand, Vendée Globe                                  | 21900           | 2017          | BANQUE POPULAIRE VIII  | Armel Le Cléac'h | französisch   | 74d 3h 35m 45s | 12,14                              |
| Zurückgelegte Entfernung in 24h Einhand                                           | 536,81          | 2017          | HUGO BOSS              | Alex Thomson     | britisch      | 24h            | 22,36                              |
| Umrundung von Großbritannien und Irland                                           | 1773            | August 2013   | Artemis-Team Endeavour | Brian Thomson    | britisch      | 5d 14h         | 13,23                              |
| Von Marseille nach Karthago                                                       | 455             | Mai–Juni 2013 | GROUPE BEL             | Kito De Pavant   | französisch   | 1d 2h 43m 30s  | 17,15                              |
| Weltumrundung, ohne stopp, Einhand, frau, Vendée Globe                            | 21760           | 2000          | Kingfisher             | Ellen MacArthur  | britisch      | 94d 4h 25m 40s | 9,63                               |

Stand: 24. Juli 2023

## Bilder

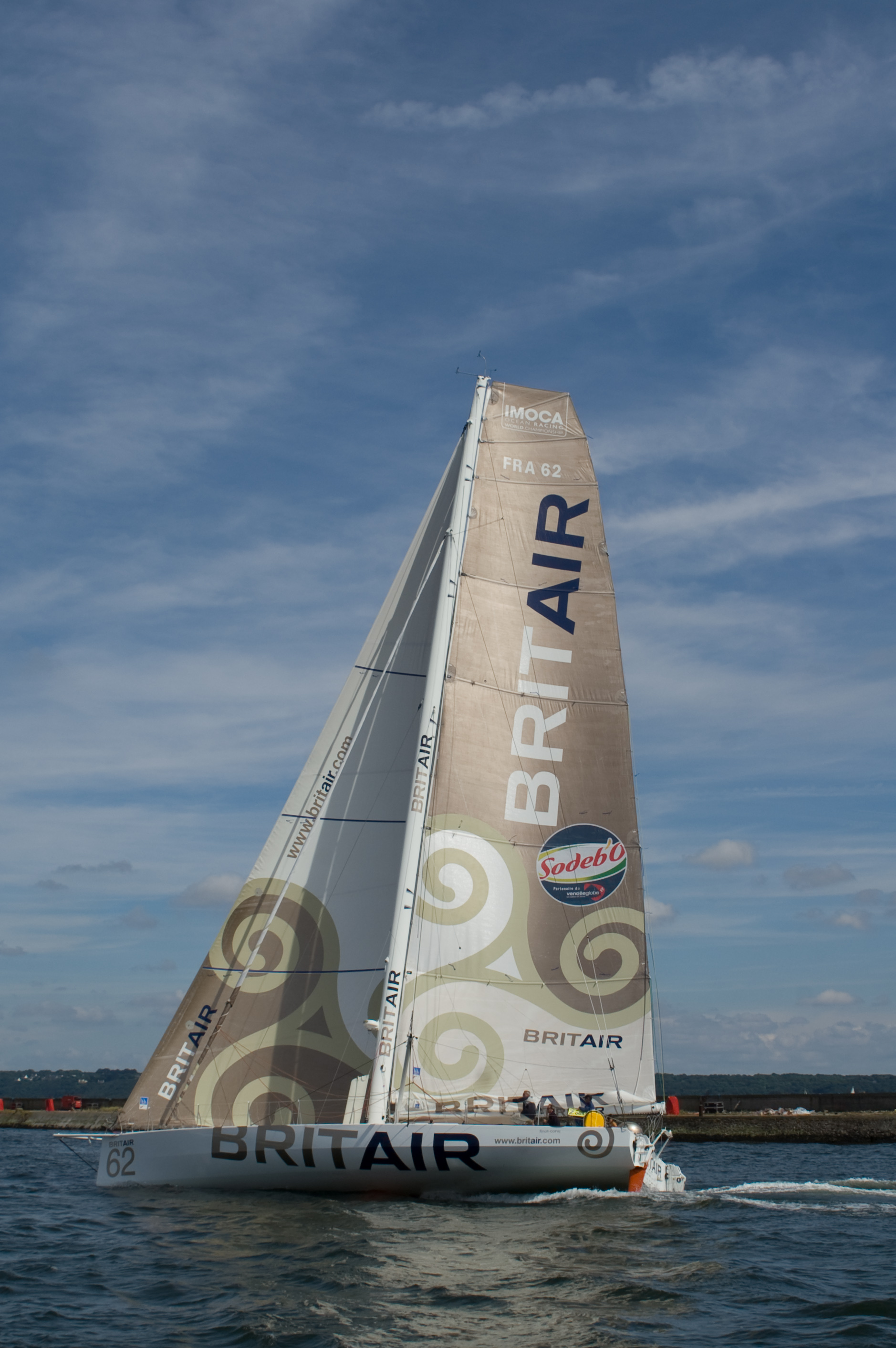
Brit Air vor Brest (2008)
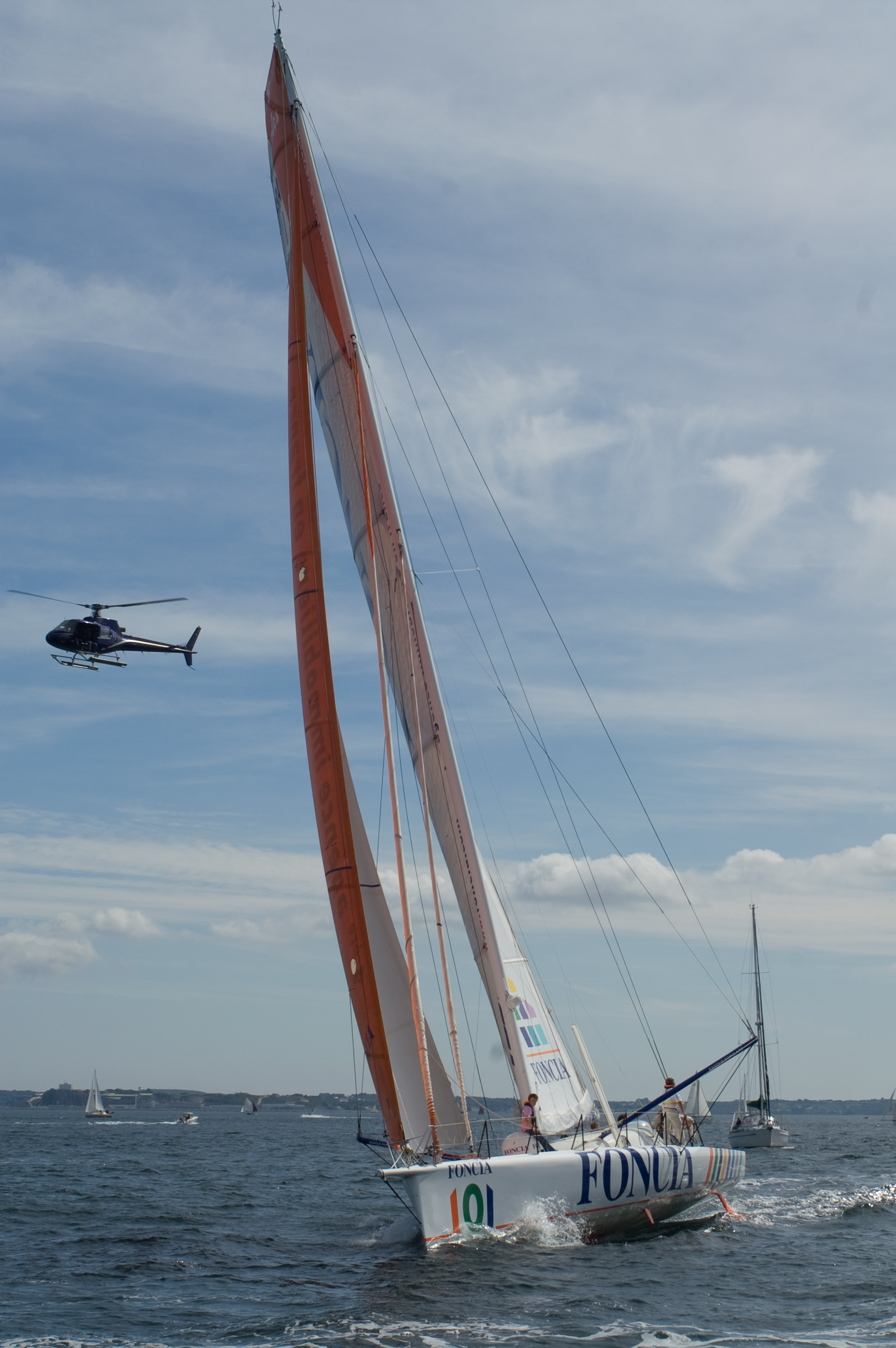
Foncia vor Brest (2008)
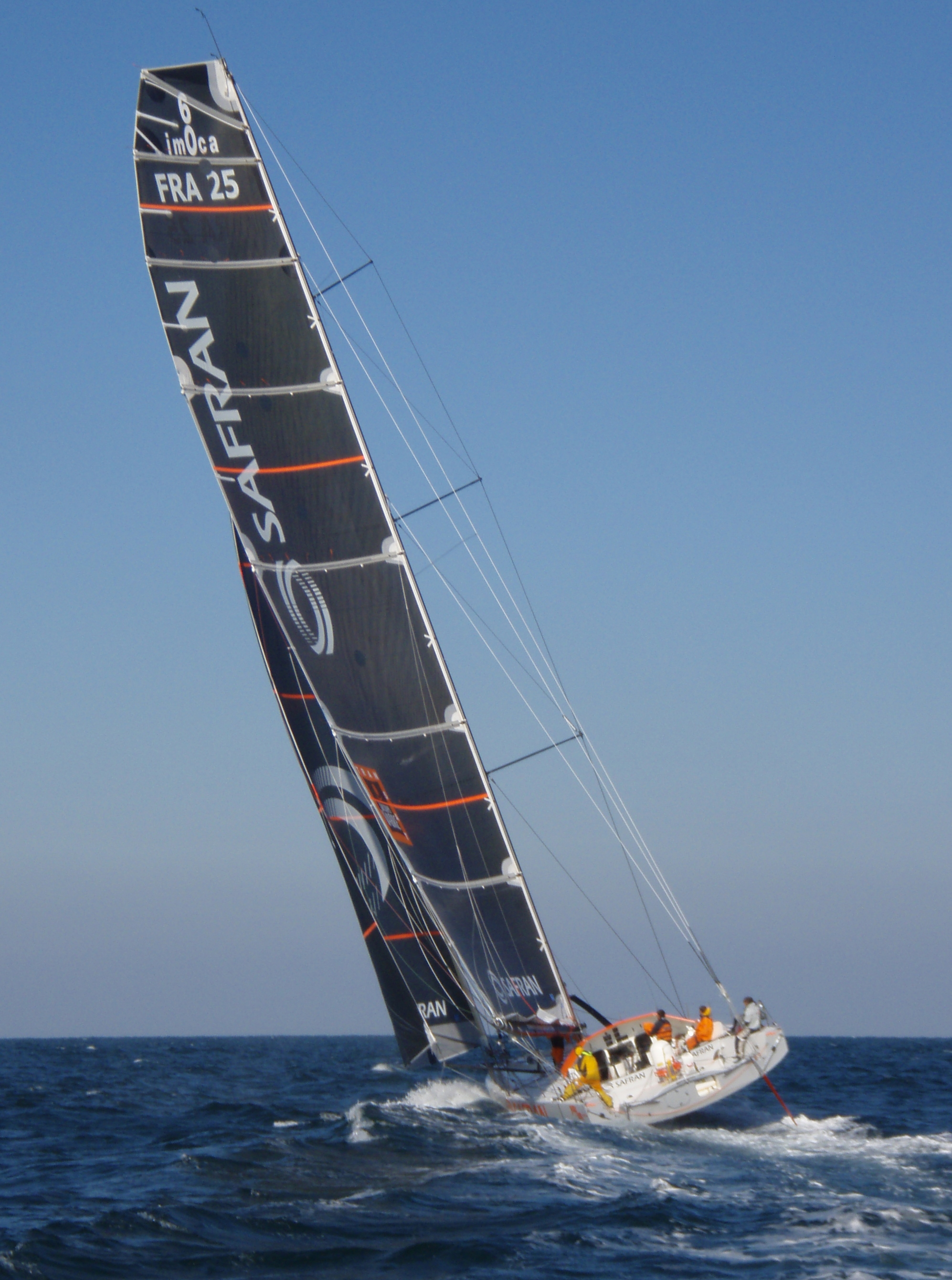
Safran vor Quiberon (2007)
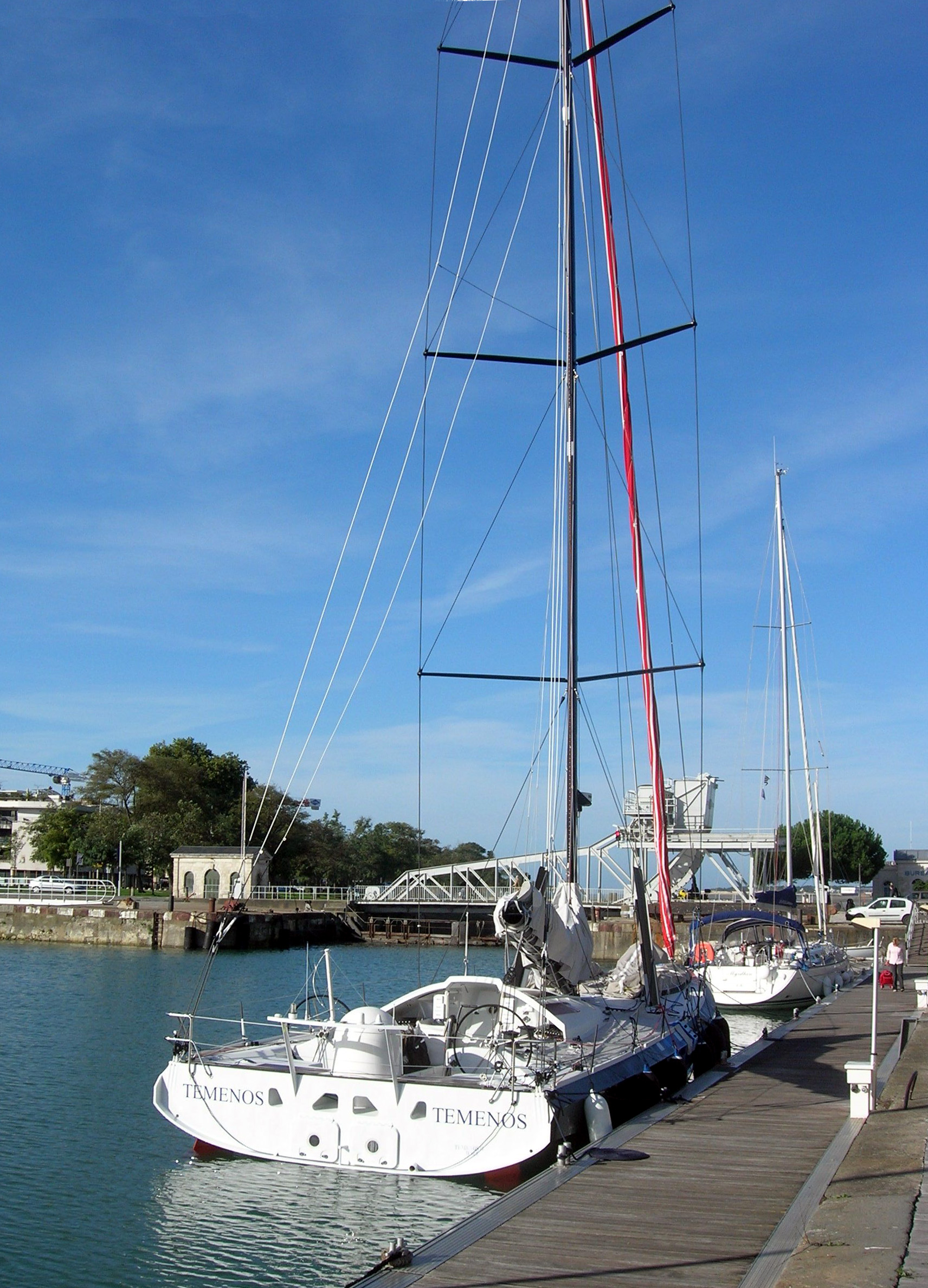
Temenos II am Anleger in La Rochelle (2006)
Ropeye Ystads 2017.